# Limnophila (Limnophila) tasioceroides
Limnophila (Limnophila) tasioceroides is een tweevleugelige uit de familie steltmuggen (Limoniidae). De soort komt voor in het Australaziatisch gebied.